# Can Meliton
Can Meliton és una casa del municipi de Cadaqués (Alt Empordà) inclosa en l'Inventari del Patrimoni Arquitectònic de Catalunya.

## Descripció
Situada dins del nucli antic de la població, formant cantonada entre el passeig del general Escofet i la plaça des Portitxó, en el límit entre la platja Gran i l'inici de la riba des Poal.
Edifici adossat en cantonada, format per planta baixa, dos pisos i altell, aquest últim situat a l'extrem de la casa que dona al passeig del General Escofet i que representa un pis més d'alçada. Aquesta part de l'edifici presenta coberta a dues vessants de teula, mentre que a la resta hi ha coberta plana utilitzada com a terrat. La planta baixa presenta les obertures molt transformades, de la mateixa manera que l'interior de l'edifici. Al primer pis destaca un balcó corregut de punt rodó a la cantonada, que engloba les obertures de les dues façanes i presenta reixa de ferro treballada. A la segona planta hi ha dos balcons exempts, amb barana de ferro ornada, i els finestrals de sortida decorats amb una motllura geomètrica a manera de llinda. Als extrems de la façana hi ha el mateix tipus d'obertura, però amb les baranes de ferro alineades amb el parament. Ambdues façanes estan rematades per una cornisa motllurada disposada en cantonada, que delimita la part de l'edifici amb coberta plana. L'altell presenta la seva façana encarada al passeig. Es troba decorada amb una gelosia semicircular a manera de timpà, emmarcada per un plafó rectangular decorat amb motllures geomètriques. El coronament d'aquest cos és esglaonat.
La resta de la construcció es troba arrebossada i pintada de color blanc.

## Història
El bar Melinton, antic hotel, va ser durant els anys vint lloc de trobada de diferents artistes de renom mundial com Marcel Duchamp, que estiuejava a Cadaqués. Encara es recorden les partides d'escacs entre Marcel Duchamp y Dalí en el baixos de l'edifici, tal com ho testimonia una placa commemorativa a l'interior del bar.